# Текстова стеганографія
Те́кстова сте́ганографія — вид стенографії, що використовує текстові контейнери для приховування даних. При приховуванні інформації використовуються допущення при розташуванні і кількості символів в тексті, що не враховуються при прочитанні людиною, і комп'ютерному аналізі текстового файлу. Це може бути додаткова кількість пропусків і знаків табуляції в різних частинах рядка, чергування деяких службових символів, що не враховуються, великих і маленьких букв, літер з різних алфавітів, але таких, що схоже виглядають.
До методів текстової стеганографії відносять: форматування, зміну порядку дотримання маркерів кінця рядка, метод хвостових пропусків, метод знаків однакового зображення і зміни коду пропуску.
Незважаючи на простоту реалізації текстової стеганографії і її можливе широке поширення, нині практично не реалізовані методики її виявлення. Здивування викликає той факт, що з автоматичних методів текстової стеганографії у відкритій літературі згадають лише один: форматування (тобто вирівнювання) тексту за допомогою пропусків. При цьому, серед поширених програмних засобів, що реалізовують методи текстової стеганографії, є вітчизняні розробки, що практикують метод знаків однакового зображення.

## Ресурси Інтернету
- Текстова стеганографія. nestego.blogspot.com (рос.).
- Стеганографія по-російськи. ru-steganography.narod.ru (рос.).
- Текстова стенографія. osp.ru (рос.).